# غوتليب بلانك
غوتليب بلانك (بالألمانية: Gottlieb Planck)‏ (و. 1824 – 1910 م) هو قاضي، وأستاذ جامعي، وسياسي ألماني، ولد في غوتينغن، كان عضوًا في أكاديمية العلوم في غوتينغن، توفي في غوتينغن، عن عمر يناهز 86 عاماً.

## مناصب
تولى منصب عضو مجلس النواب الألماني للإمبراطورية الألمانية ‏
- عضو مجلس النواب البروسي ‏
- Member of the Customs Parliament ‏

.

## التعليم
تعلم في جامعة غوتينغن
.

## جوائز
حصل على جوائز منها:

honorary citizen of Göttingen ‏